# Торерати-Перзи (Алесандрија)
Торерати-Перзи је насеље у Италији у округу Алесандрија, региону Пијемонт.
Према процени из 2011. у насељу је живело 601 становника. Насеље се налази на надморској висини од 321 м.